# Cratere Dampier
Dampier è un cratere sulla superficie di Marte.